# Megalomyrmex mondaboroides
Megalomyrmex mondaboroides (лат.) — вид муравьёв рода Megalomyrmex из подсемейства мирмицины (Myrmicinae, Solenopsidini). Центральная Америка: Коста-Рика, Панама.

## Описание
Мелкие муравьи (около 5 мм) желтовато-коричневые цвета, гладкие и блестящие. Ширина головы (HW) 0,60-0,72 мм, длина головы (HL) 0,64-0,78 мм, длина скапуса усика (SL) 0,68-0,86 мм.
Усики рабочих 12-члениковые с булавой из 3 сегментов (у самцов усики из 13 сегментов). Формула нижнечелюстных и нижнегубных щупиков рабочих 4,3; у самцов — 4,3 или 3,3. Жвалы рабочих с несколькими зубцами (около 10). Жало развито. Стебелёк между грудкой и брюшком состоит из двух члеников: петиоля и постпетиоля. Заднегрудка без проподеальных зубцов.
M. mondaboroides ксенобионт, ассоциирован с грибководами рода Trachymyrmex (Cyphomyrmex costatus Mann) и Apterostigma (Apterostigma goniodes Lattke), в гнёздах которых обитают и питаются в грибных садах вида-хозяина. Некоторые другие виды рода Megalomyrmex известны как специализированные социальные паразиты муравьёв-листорезов Attini. Близкий вид M. symmetochus ассоциирован с грибководами рода Sericomyrmex. Вид был впервые описан в 2010 году американским мирмекологом Джоном Лонгино (англ. John T. Longino; The Evergreen State College, Олимпия, штат Вашингтон), а его валидный статус подтверждён в ходе ревизии в 2013 году американскими мирмекологами Брендоном Будино (Brendon E. Boudinot), Теодором Самнихтом (Theodore P. Sumnicht; University of Utah, Солт-Лейк-Сити, Юта, США) и Рашель Адамс (Rachelle M. M. Adams; Department of Entomology Smithsonian Institution, Вашингтон, США). Таксон включён в видовую группу Megalomyrmex silvestrii-group вместе с видами M. fungiraptor, M. mondabora, M. adamsae, M. nocarina, M. reina, M. silvestrii, M. symmetochus, M. wettereri.